# Євпак Віктор Миколайович
Віктор Миколайович Євпак (нар. 7 червня 1985, м. Черкаси) — підприємець та громадський діяч, член партії «Голос». Лідер команди eKreative, стартапів MapaMagic, Kidslox та FoodHacker. Кандидат на посаду міського голови Черкас на місцевих виборах 2020 року.

## Життєпис
Віктор Євпак народився 7 червня 1985 року у Черкасах.

### Освіта
Закінчив Першу міську гімназію міста Черкаси. З дитинства цікавився програмуванням, у школі пройшов кілька додаткових курсів.
У 2006 році завершив із відзнакою навчання у Київському національному економічному університеті імені Вадима Гетьмана за спеціальністю «Право».
Після завершення виграв грант та поїхав на навчання у Центральноєвропейському університеті, де вивчився на юриста. У Будапешті працював над докторською дисертацією, однак повернувся в Україну.

### Бізнес
У Києві заробляв гроші перекладом. Під час Помаранчевої революції зробив сайт і вів блог, де висвітлював події з Майдану. Після революції поїхав до США на три місяці. Повернувшись в Україну, почав працювати в американській компанії віддалено.

#### eKreative
Компанія eKreative була заснована у 2002 році, але у 2007 році компанія розпалася. Компанію запропонували Віктору Євпаку. З 2009 року він очолює eKreative. Станом на серпень 2019 року компанія є однією з найбільших ІТ-фірм Черкас, у якій працюють понад 150 осіб. eKreative спеціалізується на розробці додатків, сайтів та онлайн-систем.

#### Стартапи
Kidslox
Kidslox — це додаток батьківського контролю, який дозволяє обмежувати користування дітьми смартфонами, планшетами та іншими гаджетами. Програма дозволяє виставити ліміт ігрового часу, блокувати шкідливий контент на всіх браузерах, вмикати дозвіл лише на навчальні додатки. Kidslox входить у трійку найпопулярніших додатків у цій сфері в США.
FoodHacker
Віктор Євпак є засновником і основним інвестором черкаського Фудхакера. Сервіс дозволяє розробити індивідуальні програми харчування, замовити страви й щодня доставляє їх клієнтам. Компанія планує вийти на ринок Києва й розробити спеціальний мобільний додаток.
MapaMagic
MapaMagic — система трекінгу громадського транспорту, створена спеціально для Черкас. Система працює за рахунок встановлених GPS-трекерів, які зв'язані із супутником і сервером. MapaMagic дозволяє перевізнику бачити в режимі реального часу рух всього його автопарку. Водночас місто має можливість в режимі реального часу, як єдина диспетчерська, бачити всі транспортні засоби.

### Громадська діяльність
У 2015 році Віктор Євпак очолив громадське об'єднання «Нові люди», яке фінансує проєкти, спрямовані на розвиток міста, а також проводить власні заходи, що об'єднують людей із новим баченням розвитку Черкас.
У 2017 році Віктор Євпак став співзасновником ГО Cherkasy IT Cluster, мета якою є розвиток ІТ сфери у Черкасах, а 2018 року став учасником проєкту «Нові лідери» та увійшов зі своїм проєктом Є-ФОП у топ-100.
IT-компанія Віктора Євпака віддає весь прибуток на благодійність. Фірма працює за британською моделлю CIC (Community interest company), тобто, виплачується зарплата, а все, що залишається після цього, йде на різні проекти. Так у 2014 році компанія забезпечувала їжею всіх ВПО у Черкасах.
Під час виборів Президента України 2019 року координував ініціативу «Чесні вибори», яка об'єднала близько сотні волонтерів-спостерігачів.
У 2019 балотувався в народні депутати України по одномандатному округу № 194 від партії «Голос». За результатами голосування посів друге місце, набравши 11,2 % голосів.
У вересні 2020 року висунув свою кандидатуру на посаду міського голови Черкас від партії «Голос».￼ [Архівовано 25 лютого 2022 у Wayback Machine.] Вийшов у другий тур з чинним головою Анатолієм Бондаренком Партії «ЄС» та «Слуга Народу» підтримали Віктора в другому турі.

## Особисте життя
Одружений з англійкою. Виховує сина та доньку.